# Вулиця Івана Вакарчука
Вулиця Івана Вакарчука — невелика вулиця у Галицькому районі міста Львова, неподалік від історичного центру. Сполучає вулиці Яна Матейка та Устияновича. Прилучається вулиця Новаківського.

## Назви
- 1895 — січень 1941 роки — Баденіх, на честь польської графської родини Бадені.
- січень — серпень 1941 року — Полтавська, на честь міста Полтава.
- серпень — листопад 1941 років — Баденіх.
- листопад 1941 — липень 1944 років — Ганс Захсштрассе, на честь німецького поета та композитора Ганса Захса.
- липень 1944 — 1946 роки — Баденіх, повернена передвоєнна назва.
- 1946 — 2022 роки — вулиця Рилєєва, на честь російського поета Кіндрата Рилєєва[8].
- З 18 серпня 2022 року сучасна назва — вулиця Івана Вакарчука, на пошану Івана Вакарчука, українського науковця, політика та громадського діяча[9].

## Забудова
В архітектурному ансамблі вулиці Івана Вакарчука переважають історизм та сецесія. Більшість будинків внесено до Реєстру пам'яток архітектури місцевого значення.
№ 3 — триповерховий житловий будинок, споруджений на початку XX століття на замовлення власників ділянки Еміля та Фані Клейнерів.
№ 5 — будинок внесений до Реєстру пам'яток архітектури місцевого значення під охоронним № 251-м. Нині у цьому будинку міститься хостел «Sleep & Go».
№ 7 — житловий будинок споруджений у 1896—1897 роках за проєктом архітектора Станіслава Холонєвського. За Польщі в одному з приміщень будинку містився приватний медичний кабінет (екстрені випадки), що належав до другого району дільничних лікарів м. Львова. Будинок внесений до Реєстру пам'яток архітектури місцевого значення під охоронним № 252-м.
№ 8 — будинок внесений до Реєстру пам'яток архітектури місцевого значення під охоронним № 1018-м.
№ 9 — триповерховий житловий будинок, споруджений у 1896–1897 роках для архітектора Станіслава Холонєвського за його власним проєктом. У міжвоєнний період в будинку містилася бібліотека Еви Пейгорт. Нині в будинку діє ресторан «Холлі Буш», а також від жовтня 2016 року в будинку запрацював перший коворкінг для батьків з дітьми — центр дитячого розвитку «Пташеня». Будинок внесено до Реєстру пам'яток архітектури місцевого значення під охоронним № 253-м.
№ 10 — будинок внесено до Реєстру пам'яток архітектури місцевого значення під охоронним № 254-м.
№ 12 — чотириповерховий житловий будинок, на розі з вулицею Устияновича, споруджений у 1907 році за проєктом архітектора Казімежа Жечицького на замовлення Леона Богусевича, власника земельної ділянки. Будинок пам'ятний тим, що тут відомий мешкав український письменник, літературознавець, педагог Денис Лукіянович. Також у цьому будинку мешкали український вчений-правознавець, доктор права, професор римського та цивільного права Львівського університету Олександр Надрага та його дружина Теодозія з Тунів — доктор медицини, лікар-педіатр Народної лічниці, Порадні матерів, член Українського лікарського товариства. Нині у напівпідвальному приміщенні будинку працює вегетаріанський (веганський) ресторан «Агрус» (раніше у тому приміщенні містилося кафе «Гроно»), на першому поверсі — СК «Альфа Страхування», приватна нотаріальна контора. Будинок внесено до Реєстру пам'яток архітектури місцевого значення під охоронним № 255-м.

## Інфраструктура
17 січня 2018 року, міська комісія з безпеки дорожнього руху ухвалила рішення щодо зміни схеми руху транспорту на трьох вулицях та площі Шашкевича біля Органного залу (Костел святої Марії Магдалини) і готелю «Дністер». Так рух транспорту на вул. Матейка на ділянці від вул. Івана Вакарчука до Ірини Фаріон розвернули в протилежний бік — до вул. Івана Вакарчука, а сама вул. Івана Вакарчука стала односторонньою в напрямку до вул. Устияновича.